# Nguyễn Phúc Miên Định
Thọ Xuân Vương (chữ Hán: 壽春王; 5 tháng 8 năm 1810 - 5 tháng 11 năm 1886), biểu tự Minh Tỉnh (明靜), hiệu Đông Trì (東池), là hoàng tử nhà Nguyễn, một hoàng thân có địa vị cao quý suốt thời các Hoàng đế: Thiệu Trị, Tự Đức, Dục Đức, Hàm Nghi và Đồng Khánh với vai trò làm Kiêm nhiếp Tôn Nhân Phủ.
Vương nổi tiếng với tài văn thơ và một trong những trung thần bậc nhất của nhà Nguyễn, nổi tiếng về các áng thơ, văn, đối khẩu và là thành viên của Mạc Vân thi xã .

## Tiểu sử

### Tuổi trẻ
Thọ Xuân Vương sinh ra vào ngày 5 tháng 8, năm Gia Long thứ 9 (1810), là con trai thứ ba của Nguyễn Thánh Tổ Minh Mạng, mẹ là Gia Phi Phạm Thị Tuyết (范氏雪). Ban đầu, ông được Gia Long hoàng đế ban cho tên Nguyễn Phúc Yến (阮福宴).
Năm Nhâm Thân (1812), Gia Phi mất, Vương vừa 3 tuổi, được bà nội là Thuận Thiên Cao Hoàng hậu đem vào nuôi trong cung. Thuở bé, Miên Định yếu đuối nhưng thông minh, được học ở chái tây Điện Cần Chánh. Vua Gia Long thường thấy ông mang hòm sách đi nghe giảng, rất ngợi khen. Lúc lớn lên, Miên Định có dáng người to lớn, tư chất hơn người.
Năm Minh Mạng thứ 4 (1823), có Ngự chế Kim sách về Đế Hệ Thi, nên ông được ban cho tên Nguyễn Phúc Miên Định (阮福綿定).

### Thời Minh Mạng
Năm Minh Mạng thứ 4 (1823), Vương cùng Hoàng trưởng tử (tức Hiến Tổ Chương Hoàng đế Thiệu Trị) được lệnh lập phủ riêng, Vương được lệnh lập phủ ở phía trái kinh thành ( hiện nay phủ đệ (sau này cải thành phủ thờ) của Vương ở số 209 đường Chi Lăng, phường Phú Cát, thành phố Huế) để tiện việc phụng hầu. Vương càng tinh thông mọi sách, nổi danh về thơ, càng giỏi về ứng chế.
Mùa xuân năm Minh Mạng thứ 11 (1830), sắc phong làm Thọ Xuân công (壽春公). Mùa xuân năm thứ 16 (1835), Vương và Hoàng trưởng tử vào hầu ở Điện Đông Các, Vua Minh Mạng ban cho mỗi người một lư hương và một cây đàn quí mà dụ rằng: "Lư là để truyền hương thơm, đàn là để vang tiếng. Đây là lúc các con cần có hương danh truyền khắp nơi, phải gắng sức lên". Nùa hạ năm đó, Vua Minh Mạng đi Quảng Trị, lệnh cho Vương lưu giữ Kinh đô và dụ rằng: "Kinh đô là nơi căn bản, lệnh cho con lưu giữ. Mỗi ngày phải đến Điện Cần Chánh để cùng các quan bàn bạc". Lại cấp cho một Nha đồ ky để nghe những chuyện gì nghe được trong cung mà tâu lên.
Mùa thu cùng năm, bắt đầu đặt các quan chức tại Tôn Nhân Phủ. Đế lệnh cho Vương kiêm nhiếp Tôn Nhân Phủ Hữu Tôn Chính, ghi tên tất cả bà con xa gần để cai quản. Vương liền xin lập điều lệ và dâng sớ cử Tôn Thất Lương, là quan thanh bạch, làm tư vụ. Năm Minh Mạng thứ 19 (1838), Đế lệnh cho Vương cùng các quan bộ Lễ tiếp tục bàn bạc chương trình để thi hành ở Tôn Nhân Phủ.
Mùa đông năm thứ 21 (1840), gặp lúc Vua Minh Mạng không được khỏe, khi xét các án tử hình, Đế lệnh cho Vương, Hoàng tử trưởng đọc lại. Thấy việc trọng đại, Vương nhường cho Hoàng tử trưởng quyết đoán. Vua Minh Mạng ngợi khen rồi ban cho Diễm Lộc viên (豔祿園) để nghỉ ngơi và đọc sách.

### Thời Thiệu Trị
Thiệu Trị nguyên niên (1841), khi làm lễ Ninh Lăng, Vương theo hầu, tất cả việc lễ lược cho đến việc đề chủ, Vương đều được sung vào giúp đỡ.
Mùa xuân năm Thiệu Trị thứ 2 (1842), Đế ra Bắc làm lễ Bang giao, Vương được phong làm Ngự tiền Thân thần. Ngày tuyên phong, sứ nhà Thanh là Bửu Thanh cưỡi kiệu vào thẳng cửa Chu Tước (朱雀門), quan đón tiếp không thể can ngăn. Vương nghiêm nét mặt quát mắng. Sứ Thanh liền xuống ngựa, thong thả mà đi. Khi xong lễ Vua Thiệu Trị ngợi khen. Lúc trở về, Vua Thiệu Trị thưởng cho một viên ngọc trắng để đeo, có khắc 4 chữ "Đặc nghị quyền hưu" (nghĩa là đặc biệt mãi yêu thương).
Mùa hạ năm Thiệu Trị thứ 5 (1845), Đế lệnh cho Vương làm Tổng ly coi sóc sửa chữa Đại Nam hội điển. Năm Thiệu Trị thứ 7 (1847), Vương dâng sớ xin theo lệ, thôi việc ở Tôn Nhân Phủ để nhường chức vụ cho các Hoàng tử khác, Vua Thiệu Trị ưu ái không chấp nhận.

### Thời Tự Đức
Năm Tự Đức thứ 11 (1858), có biến ở Nam kỳ, Vương được trù liệu việc biên giới, thấy hao phí việc quân quá nhiều, Vương dâng sớ xin bớt lương bổng để giúp quân, Hoàng Đế không chấp nhận.
Mùa xuân năm thứ 18 (1865), vua Tự Đức cho rằng Vương tuổi cao, đức trọng, gặp triều yến đều được ban cấp, hỏi han, cho ngồi tại chỗ hoặc chấp tay ở trán, để tỏ chí tình. Rồi phụng thư sắc cho phép khi đến triều. Để tỏ lòng ưu ái của vua đối với Vương, năm đó Vương được cải làm Tả Tôn Chính (左尊正) ở Tôn Nhân Phủ, Vương bái mạng. Vua Tự Đức ban: "Người lớn tuổi chân thật chẳng có mấy, hiến khanh gắng sức để giữ gìn khuôn phép thay mệnh của trẫm". Vương bèn mời trong phiên hệ những người thận trọng, trung hậu để sung làm Tư Giáo trông coi mọi việc.
Mùa hạ năm thứ 27 (1874), Vương được tấn phong Thọ Xuân quận vương (壽春郡王), cùng sắc phong với Ninh Thuận Quận Vương Nguyễn Phúc Miên Nghi. Khi đó, Vương và Ninh Thuận Quận Vương dâng sớ khẩn khoản từ chối, lấy cớ: "Bản triều từ xưa đến nay, những người thân thuộc chưa hề được phong Vương, huống gì vùng biên cương rối ren, tâm Vua chẳng an, đội ân được dự vào việc nước nhưng chẳng giúp ích được chút nào, cảm thấy không công lao mà hưởng được lộc lớn, thật chẳng an tâm, chứ chẳng phải nói bậy mà từ chối".
Vua Tự Đức ban rằng: "Bản triều vốn định không phong tước Vương là vì không có người xứng đáng, chưa có lúc thích hợp, nên còn chờ đó thôi. Nay hai chú chớ có từ chối để an ủi lòng tôn thân, kính lão của trẫm". Vương mới nhận phong.
Mùa xuân năm Tự Đức thứ 31 (1878), Vương được sắc phong Thọ Xuân vương (壽春王). Mùa thu năm Tự Đức thứ 32 (1879), Vương mừng thọ 70 tuổi, Vua Tự Đức xuất kho ban các phẩm vật, cùng làm bài tự bài ca để ban cho.

### Cuối đời
Mùa hạ năm Tự Đức 36 (1883), vua Tự Đức băng hà, di chiếu cho vua Dục Đức nối ngôi, di chiếu ban khiến ông và Tuy Lý Vương Miên Trinh là hai người thân mà tuổi và đức hạnh hơn người, phàm thấy điều gì sai trái thì nên sửa cho đúng, để làm tốt.
Mùa hạ Hàm Nghi nguyên niên, kinh thành có biến, Xuất Đế rời kinh, nước không có chủ, phụng chỉ Lưỡng Cung mà ông ra nhiếp chính, coi việc nước. Ông thấy nhân tâm hơi định, tâu xin cho các Vương như: Tuy Lý Vương Miên Trinh, Hoằng Hóa Quận Vương Miên Triện, trước kia bị lỗi, đưa đi an trí ở các tỉnh, được trở về Kinh. Mùa thu năm ấy, vua Đồng Khánh tức vị, ông xin thôi nhiếp chính, nhưng vẫn giữ việc ở Tôn Nhân Phủ. Vua Đồng Khánh thấy ông phẩm trật quá cao, không thể phong tước thêm nên đặc biệt ban cho 200 lượng bạc để giúp việc sinh sống.
Mùa đông Đồng Khánh nguyên niên (1886), Thọ Xuân Vương mất, hưởng thọ 77 tuổi.
Vua Đồng Khánh nghe tin rất thương tiếc, cho nghỉ triều 3 ngày, lệnh cho các hoàng thân đem rượu đến cấp, ban cho tên thụy là Đoan Kháp (端恪).
Vào ngày an táng, vua Đồng Khánh sai quan đến cúng, lại phụng mệnh Lưỡng Cung ban cho một đàn cúng.
Vương an táng tại vùng mộ thuộc Dương Xuân, (nay là kiệt 106 đường Minh Mạng, Thành phố Huế),
Nhà thờ ở Đông Trì, (nay là đường Chi Lăng, phường Phú Hiệp, Thành phố Huế) do nhà cũ sửa sang lại.

## Gia đình
Theo gia phả thì không ghi ông có tất cả bao nhiêu bà vợ liệt kê được 54 bà hạ sinh ra con. Ông có 78 con trai, 66 con gái.
Con trưởng là Nguyễn Phúc Hồng Tuấn (洪浚), được ân phong Mộng Ân Đình hầu (蒙恩亭侯). Con thứ 7 là Nguyễn Phúc Hồng Các (阮福洪洁), tập phong Thọ Xuân quận công (寿春郡公). Con thứ 42 Nguyễn Phúc Hồng Du được em trai ông là Hoằng Hóa quận vương Miên Triện nhận làm con nuôi nối vị đổi tên là Hồng Hậu, được phong Hoằng Hóa quận công.
Nguyễn Phúc Ưng Hào (阮福膺濠, 5/7/1864－4/12/1922), con của Hồng Các, tập phong Thọ Xuân hương công (壽春鄉公), rồi nhờ tước mà kiêm nhiếp Tôn Nhân Phủ, Hữu Tôn Khanh. Năm Thành Thái thứ 14, được cải thành Quang Lộc Tự Khanh.

### Con trai
Sử sách chép được 70 người (tảo thương 6 người), trong đó Nguyễn Phúc Hồng Cẩn là con trai thứ 34
- Nguyễn Phúc Hồng Tuấn (24/2/1827－3/7/1863)
- Nguyễn Phúc Hồng Uyên
- Nguyễn Phúc Hồng Thiêm (30/8/1831－27/9/1879)
- Nguyễn Phúc Hồng Kiệt (4/6/1833－18/7/1834)
- Nguyễn Phúc Hồng Vĩ (2/12/1833－12/2/1843)
- Nguyễn Phúc Hồng Khắc (23/3/1834－17/4/1863)
- Nguyễn Phúc Hồng Các (18/8/1834－13/6/1880)
- Nguyễn Phúc Hồng Nhưng (21/8/1834－17/3/1837)
- Nguyễn Phúc Hồng Đàm (24/1/1835－26/5/1885)
- Nguyễn Phúc Hồng Luật (4/11/1835－3/5/1836)
- Nguyễn Phúc Hồng Bằng (27/7/1836－23/12/1836)
- Nguyễn Phúc Hồng Triêm (5/8/1837－27/3/1903)
- Nguyễn Phúc Hồng Trí (15/1/1837－23/11/1837)
- Nguyễn Phúc Hồng Thắng (14/4/1838－17/6/1838)
- Nguyễn Phúc Hồng Hàm (25/1/1839－18/2/1891)
- Nguyễn Phúc Hồng Giá (25/2/1839－1/5/1839)
- Nguyễn Phúc Hồng Tuy (27/2/1839－5/4/1910)
- Nguyễn Phúc Hồng Nhuận
- Nguyễn Phúc Hồng Suất (29/5/1839－25/4/1843)
- Nguyễn Phúc Hồng Đằng (2/4/1840－22/3/1902)
- Nguyễn Phúc Hồng Phương (15/5/1840－5/2/1890)
- Nguyễn Phúc Hồng Đậu (21/11/1840－16/11/1883)
- Nguyễn Phúc Hồng Chức (21/1/1841－18/11/1842)
- Nguyễn Phúc Hồng Hàn (14/5/1841－18/11/1842)
- Nguyễn Phúc Hồng Dõng (1841/8/3－1889)
- Nguyễn Phúc Hồng Tốn (8/3/1842－12/3/1845)
- Nguyễn Phúc Hồng Tượng (1842/8/4－9/5/1845)
- Nguyễn Phúc Hồng Thoại (19/8/1842－8/7/1843)
- Nguyễn Phúc Hồng Tiển (9/4/1844－22/5/1853)
- Nguyễn Phúc Hồng Tịnh (18/4/1844－8/1/1887)
- Nguyễn Phúc Hồng Đằng (18/4/1844－19/2/1869)
- Nguyễn Phúc Hồng Tráng (7/1/1845－11/3/1887)
- Nguyễn Phúc Hồng Cẩn (6/3/1845－23/11/1922)
- Nguyễn Phúc Hồng Tân (16/7/1845－8/6/1916)
- Nguyễn Phúc Hồng Hàn (12/9/1846－14/6/1853)
- Nguyễn Phúc Hồng Tương (18/2/1847－8/6/1911)
- Nguyễn Phúc Hồng Diễn (4/10/1847－3/4/1853)
- Nguyễn Phúc Hồng Chuẩn (27/10/1847－30/6/1853)
- Nguyễn Phúc Hồng Luyện (30/10/1847－11/7/1849)
- Nguyễn Phúc Hồng Tuấn (3/12/1847－27/2/1849)
- Nguyễn Phúc Hồng Du (17/4/1848－24/8/?)
- Nguyễn Phúc Hồng Hãn (25/5/1848－12/8/1856)
- Nguyễn Phúc Hồng Lân (1/8/1849－?)
- Nguyễn Phúc Hồng Chức (28/8/1849－3/8/1856)
- Nguyễn Phúc Hồng Oánh (22/2/1850－19/5/1853)
- Nguyễn Phúc Hồng Chiên (4/4/1850－11/6/1853)
- Nguyễn Phúc Hồng Pháp (7/11/1850－1/3/1912)
- Nguyễn Phúc Hồng Quyên (21/6/1851－8/11/1884)
- Nguyễn Phúc Hồng Thứ (27/7/1854－29/8/1854)
- Nguyễn Phúc Hồng Hiển (25/11/1855－30/10/1924)
- Nguyễn Phúc Hồng Tầm (12/12/1855－21/8/1885)
- Nguyễn Phúc Hồng Quì (19/5/1856－2/4/1901)
- Nguyễn Phúc Hồng Đồ (14/10/1856－9/4/1859)
- Nguyễn Phúc Hồng Giáo (26/5/1858－3/8/1858)
- Nguyễn Phúc Hồng Lục (24/4/1859－24/4/1865)
- Nguyễn Phúc Hồng Quáng (17/7/1859－19/11/1864)
- Nguyễn Phúc Hồng Cừ (13/12/1859－19/12/1884)
- Nguyễn Phúc Hồng Ấp (20/6/1860－1/7/1863)
- Nguyễn Phúc Hồng Cúc (19/10/1860－4/8/1914)
- Nguyễn Phúc Hồng Nông (12/12/1860－6/11/?)
- Nguyễn Phúc Hồng Biền (13/2/1862－5/7/1862)
- Nguyễn Phúc Hồng Thục
- Nguyễn Phúc Hồng Bỗng (13/2/1864－14/8/1905)
- Nguyễn Phúc Hồng Kính (2/8/1864－3/8/1865)
- Nguyễn Phúc Hồng Đạm
- Nguyễn Phúc Hồng Đôn (23/2/1867－29/5/1867)
- Nguyễn Phúc Hồng Vân (19/3/1869－16/8/1914)
- Nguyễn Phúc Hồng Kỳ (29/8/1869－4/6/1921)
- Nguyễn Phúc Hồng Tuyên (3/3/1873－12/2/?)
- Nguyễn Phúc Hồng Ngoạn (29/2/1876－1922)

### Con gái
Sử sách chép được 55 người (tảo thương 11 người), trong đó Nguyễn Phúc Tuần Du là con gái út
- Nguyễn Phúc Ngọc Giáng (6/2/1828－1922)
- Nguyễn Phúc Doãn Cung (6/11/1829－1922)
- Nguyễn Phúc Ngọc Thoại (30/3/1830－1922)
- Nguyễn Phúc Bích Diêu (12/8/1830－?)
- Nguyễn Phúc Chức Túy (3/6/1833－10/11/1883)
- Nguyễn Phúc Diệm Chất (18/8/1833－1/11/1833)
- Nguyễn Phúc Trinh Tư (27/9/1834－13/8/1837)
- Nguyễn Phúc Mỹ Triệu (16/1/1835－5/3/1835)
- Nguyễn Phúc Điềm Điềm (1/8/1835－10/11/1835)
- Nguyễn Phúc Thanh Bân (28/8/1835－12/1/1836)
- Nguyễn Phúc Phấn Hượt (12/11/1837－7/7/1902)
- Nguyễn Phúc Cẩm Tâm (4/18/1838－30/5/1900)
- Nguyễn Phúc Tiêm Huy (22/5/1838－3/12/1870)
- Nguyễn Phúc Thu Ý (12/7/1838－1/9/1869)
- Nguyễn Phúc Thiều Tú (6/10/1838－21/8/1895)
- Nguyễn Phúc Tịnh Quyên (17/1/1839－23/3/1839)
- Nguyễn Phúc Mỹ Hạp (19/1/1839－14/3/1842)
- Nguyễn Phúc Diệm Trang (18/5/1839－14/8/1839)
- Nguyễn Phúc Uyên Du (20/1/1841－23/6/1843)
- Nguyễn Phúc Diệm Cầu (3/8/1841－22/3/1842)
- Nguyễn Phúc Thu Vân (10/1/1842－2/4/1842)
- Nguyễn Phúc Di Tình (24/7/1842－8/7/1901)
- Nguyễn Phúc Thoại Quế (30/7/1842－3/10/1842)
- Nguyễn Phúc Túy Tiếu (1/9/1842－27/9/1864)
- Nguyễn Phúc Diễm Lê (6/1/1843－3/4/1843)
- Nguyễn Phúc Tố Phương (21/1/1843－27/7/1845)
- Nguyễn Phúc Duyên Chuân (8/2/1843－12/5/1843)
- Nguyễn Phúc Liễu Mỹ (16/2/1843－19/4/1902)
- Nguyễn Phúc Lệ Quyên (28/2/1843－11/4/1845)
- Nguyễn Phúc Tuấn Mỹ (28/4/1844－22/2/1888)
- Nguyễn Phúc Hạ Vân (5/5/1844－?)
- Nguyễn Phúc Giã Âm (13/8/1846－21/10/1875)
- Nguyễn Phúc Mai Trang (3/12/1846－18/10/1931)
- Nguyễn Phúc Nguyệt Quyên (18/2/1847－28/1/1849)
- Nguyễn Phúc Nguyệt Đoàn (3/6/1847－1/8/1885)
- Nguyễn Phúc Cúc Nhụy (4/8/1847－26/9/1895)
- Nguyễn Phúc Ngâm Trâm (23/11/1847－1/9/1855)
- Nguyễn Phúc Chức Cẫm (21/11/1848－13/3/1898)
- Nguyễn Phúc Xuân Thiều (14/1/1849－15/6/1869)
- Nguyễn Phúc Thu Huy (1850/9/21/－13/6/1853)
- Nguyễn Phúc Thu Đào (22/8/1851－16/2/1874)
- Nguyễn Phúc Tâm Di (15/10/1853－16/10/1857)
- Nguyễn Phúc Phụng Tiêu (12/1/1855－28/5/1855)
- Nguyễn Phúc Thể Lục (18/5/1857－3/9/1860)
- Nguyễn Phúc Thể Cầm
- Nguyễn Phúc Đạm Như (19/10/1857－8/10/1909)
- Nguyễn Phúc Xuân Hỹ (14/12/1859－12/1/1889)
- Nguyễn Phúc Diệu Đào (25/10/1864－?)
- Nguyễn Phúc Bân Mỹ (24/3/1865－25/6/1890)
- Nguyễn Phúc Tiểu Quế (5/4/1865－25/4/1913)
- Nguyễn Phúc Tường Vi (8/1/1866－7/7/1866)
- Nguyễn Phúc Diệu Anh (23/6/1867－29/1/1868)
- Nguyễn Phúc Tự Học (11/2/1869－25/11/1922)
- Nguyễn Phúc Phương Di (12/8/1876－?)
- Nguyễn Phúc Tuần Du (19/2/1880－3/7/1904)